# 大塚 (熊谷市)
大塚（おおつか）は、埼玉県熊谷市の大字。郵便番号は360-0002。本項では同地域にかつて存在した北埼玉郡大塚村（おおつかむら）についても記す。

## 地理
熊谷市北東部に位置する。東・南で下川上、西で上川上、北で上中条・行田市南河原に隣接する。埼玉県道303号弥藤吾行田線が西端を縦断、埼玉県道178号北河原熊谷線が横断するが、鉄道や国道は通過していない。

### 小字
- 大谷田[4]
- 東沢
- 前谷
- 島合
- 生田塚
- 前浦
- 杉戸田

## 歴史

### 沿革
もとは江戸期より存在した大塚村であった。中条古墳群のひとつである大塚古墳が地名の起源と言われている。
- 幕末時点では埼玉郡に所属。知行は忍藩領[6]。
- 1871年（明治4年）
  - 7月14日 - 廃藩置県により忍県の管轄となる。
  - 11月13日 - 第1次府県統合により埼玉県の管轄となる。
- 1879年（明治12年）3月 - 郡区町村編制法の埼玉県での施行により成立した北埼玉郡の所属となる。郡役所は成田町（現行田市）に設置。
- 1889年（明治22年）4月1日 - 町村制の施行により、北埼玉郡大塚村が単独で自治体を形成[5]。上中条村・今井村・小曽根村と中条組合村を結成し、組合役場を上中条村に設置。
- 1909年（明治42年）8月24日 - 中条組合村を解消し、4村の区域をもって中条村が発足[7][8]。同日大塚村廃止。中条村大字大塚となる。
- 1954年（昭和29年）4月1日 - 中条村が熊谷市に編入。大字は熊谷市に継承され、熊谷市大字大塚となる[8]。
- 2005年（平成17年）10月1日 - 熊谷市が周辺町と合併し、改めて熊谷市が発足された際の住所表記見直しで大字表記を除去、熊谷市大塚となる[9]。

## 世帯数と人口
2017年（平成29年）9月1日現在の世帯数と人口は以下の通りである。
| 大字 | 世帯数  | 人口  |
| ---- | ------- | ----- |
| 大塚 | 124世帯 | 257人 |

## 小・中学校の学区
市立小・中学校に通う場合、学区は以下の通りとなる。
| 番地 | 小学校             | 中学校             |
| ---- | ------------------ | ------------------ |
| 全域 | 熊谷市立中条小学校 | 熊谷市立中条中学校 |

## 交通
地内に鉄道は敷設されていない。

### バス
- 国際十王交通
  - 熊谷営業所
    - 熊谷駅 - 陸上競技場入口 - 彩華園前 - 大塚 - 杉戸田 - 南河原支所 - 犬塚
- 熊谷市コミュニティバス グライダー号
  -     - 熊谷駅南口 - 大塚 - 妻沼行政センター

どちらも「大塚」停留所だが、設置場所は少々離れている。

### 道路
- 埼玉県道178号北河原熊谷線
- 埼玉県道303号弥藤吾行田線

## 施設
- 熊谷スポーツ文化公園（敷地の一部のみ）
- 竜昌寺
- 熊野神社
- 老人ホーム玉の緒
- 大塚農村広場